# Centre hospitalier spécialisé
Pour les articles homonymes, voir CHS.
Un centre hospitalier spécialisé (CHS) est en France une institution hospitalière où l'on prend en charge les maladies ou déficiences non somatiques. Ils correspondent pour la plupart à ce qu'on nommait précédemment un hôpital psychiatrique mais regroupent aussi d'autres types d'établissements assurant un suivi médical.
Ce changement de dénomination tient compte du fait que dans ces établissements et unités de soin, on traite non seulement les personnes souffrant de troubles psychiatriques mais aussi les déficients mentaux, les addicts et certaines personnes âgées dont l'état nécessite un suivi médical et infirmier lourd que ne peuvent assurer les maisons de retraite ordinaires.

## Liste de centres hospitaliers spécialisés en France
- Centre hospitalier Sainte-Anne (Paris).
- Centre Hospitalier Alpes-Isère à Saint-Egrève (Isère).
- Centre hospitalier spécialisé de Montfavet à Avignon (Vaucluse).
- Centre hospitalier spécialisé du Bon Sauveur à Caen (Calvados).
- Centre hospitalier spécialisé Léon-Jean Grégory à Thuir (Pyrénées-Orientales).
- Centre hospitalier spécialisé de Steinbach à Sarreguemines (Moselle).
- Centre hospitalier spécialisé de Jury à Jury (Moselle).
- Centre hospitalier spécialisé du Stephansfeld à Brumath (ou Etablissement Public de Santé Alsace Nord, EPSAN), premier CHS de France (Bas-Rhin)
- Centre hospitalier spécialisé de Rouffach (département du Haut-Rhin).
- Centre hospitalier François-Tosquelles à Saint-Alban-sur-Limagnole (Lozère).
- Centre hospitalier spécialisé de Saint-Cyr-au-Mont-d'Or (département du Rhône).
- Centre hospitalier spécialisé de Sevrey (département de Saône-et-Loire).
- Centre hospitalier Guillaume-Régnier à Rennes (Ille-et-Vilaine).
- Centre hospitalier de Plouguernével à Plouguernével (Côtes-d'Armor).
- Centre Hospitalier Spécialisée, Fondation Bon Sauveur à Bégard (Côtes-d'Armor).
- Centre hospitalier La Chartreuse, à Dijon (Côte-d'Or)[1].
- Centre hospitalier spécialisé Saint-Ylie, à Dole (Jura)[2]
- Centre hospitalier spécialisé Albert-Bousquet à Nouméa (Nouvelle-Calédonie).
- Centre hospitalier Interdépartemental de Clermont de l'Oise (Oise)
- Centre hospitalier de l'Yonne à Auxerre (Yonne).
- Centre hospitalier spécialisé de la Savoie (Savoie)
- Centre hospitalier spécialisée Pierre-Loô, à la Charité-sur-Loire (Nièvre)[3]
- Hôpital Sainte-Anne (Mont-de-Marsan)